# Radicofani
Radicofani é uma comuna italiana da região da Toscana, província de Siena, com cerca de 1.220 habitantes. Estende-se por uma área de 118 km², tendo uma densidade populacional de 10 hab/km². Faz fronteira com Abbadia San Salvatore, Castiglione d'Orcia, Pienza, San Casciano dei Bagni, Sarteano.

## Demografia
| Variação demográfica do município entre 1861 e 2011                               |
|                                                                                   |
| Fonte: Istituto Nazionale di Statistica (ISTAT) - Elaboração gráfica da Wikipedia |